# EOKA
L'Ethnikó Orgànossis Kipríon Agoniston (EOKA; en grec: Εθνική Οργάνωσις Κυπρίων Αγωνιστών; en català: Organització Nacional de Combatents Xipriotes) fou una organització paramilitar nacionalista xipriota que lluità mitjançant tàctiques de guerrilla contra el domini britànic a Xipre, per a l'autodeterminació de l'illa i per a l'enosi, és a dir, la unió de l'illa amb Grècia.

## Rerefons

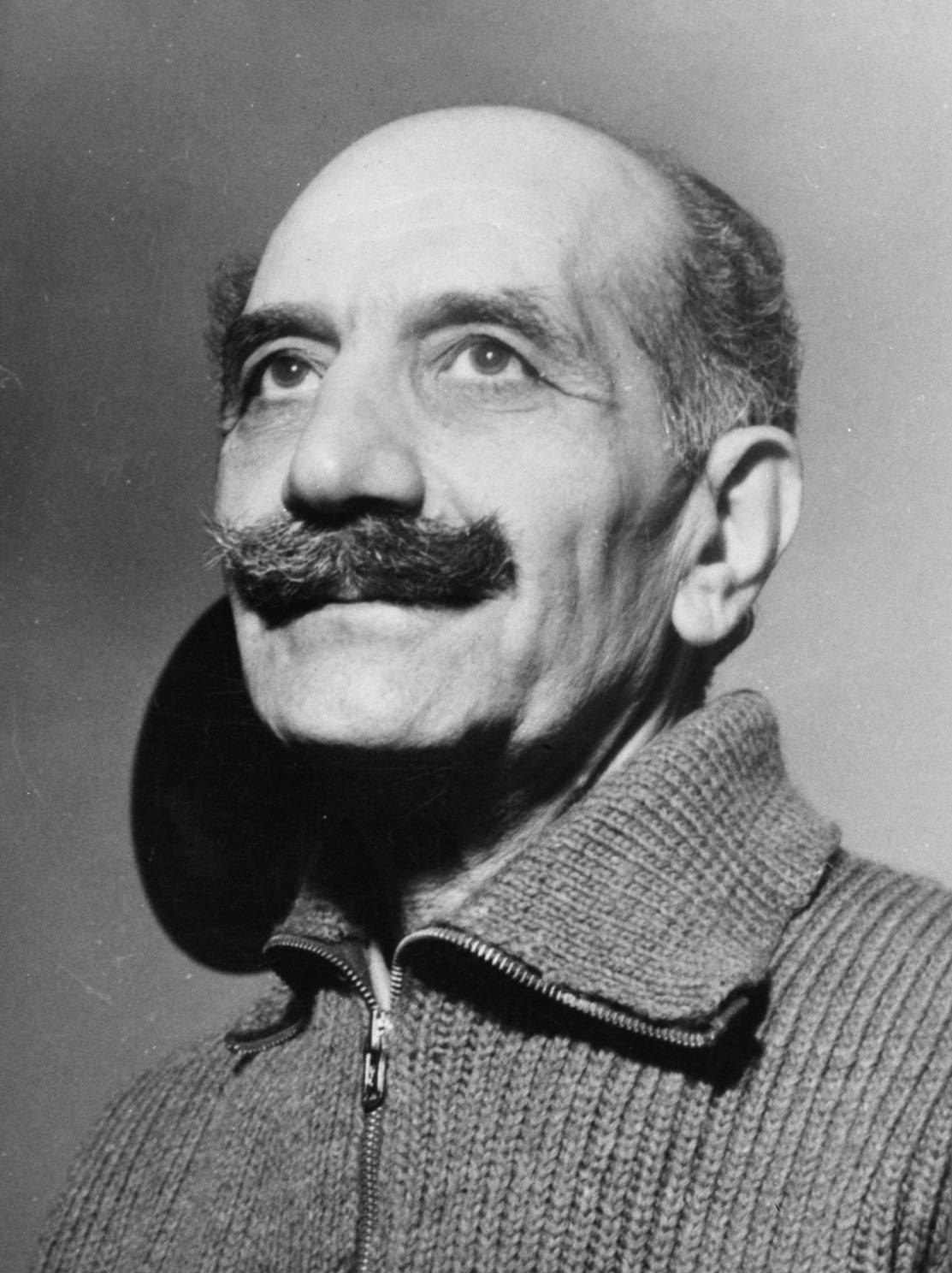
Geórgios Grivas

Xipre, una illa a la Mediterrània oriental, habitada majoritàriament per poblacions d'ètnia grega (majoritària) i una minoria d'ètnia turca, que formà part de l'Imperi Otomà fins al 4 de juny de 1878, quan després de la Guerra russo-turca, es va lliurar a l'Imperi Britànic. A mesura que les tendències nacionalistes creixien a les dues comunitats de Xipre, els xipriotes grecs es decantaven cap a l'enosi (la unió amb Grècia), un concepte que formava part de la Gran idea (en grec, Μεγάλη Ιδέα, Megáli Idéa), l'aspiració d'unir tots els grecs dins d'un sol estat nació amb capital a Constantinoble. Els orígens d'enosi es remunten al 1821, any en què va començar la guerra d’independència grega, i l'arquebisbe de Xipre, el seu ardiaca i tres bisbes van ser decapitats, entre altres atrocitats. El 1828, el comte Ioannis Kapodistrias, el primer governador de Grècia, va demanar la unió de Xipre amb Grècia, mentre que també es van produir diverses revoltes a petita escala. El 1878, quan el general britànic Wolsely va arribar a Xipre per establir formalment el domini britànic, va ser trobat per l'arquebisbe de Kition que, després de donar-li la benvinguda, va sol·licitar que la Gran Bretanya cedís Xipre a Grècia. Inicialment, els xipriotes grecs van donar la benvinguda al domini britànic perquè eren conscients que els britànics havien retornat les Illes Jòniques a Grècia el 1864 i també esperaven la inversió britànica a Xipre.
El 1912 el govern britànic va oferir a Grècia el canvi de Xipre per una base naval a Argostoli, Cefalònia, per tal de guanyar el control del mar Jònic, oferta que es va repetir el 1913. El 1915, els britànics van oferir diverses vegades Xipre a Grècia, a canvi per la participació de Grècia a la Primera Guerra Mundial. Però si bé Grècia estava indecisa sobre si havia d'entrar a la guerra, el govern britànic va retirar la seva oferta. El 1915, els xipriotes grecs veient que ni la inversió britànica ni l'enosi s'havien materialitzat, van augmentar la seva oposició al domini britànic. Al principi, l'enosi tenia pocs adeptes, principalment eren membres de les classes altes. Però això estava a punt de canviar quan si van començar a afegir dos grups de decebuts amb el nou governant: l'Església i els usurers. Els anys següents, un nombre creixent de xipriotes estudiaven a Grècia i, al seu retorn, es van convertir en forts defensors de l'enosi. D'altra banda, la comunitat xipriota turca va començar a desenvolupar el seu propi nacionalisme a principis del segle xx, a mesura que arribaven a l'illa notícies sobre les persecucions contra els musulmans als països que es van formar després del col·lapse de l'Imperi Otomà.
El nomenament de Ronald Storrs (un filohel·lè) el novembre de 1926 com a nou governador de Xipre, va fomentar la idea entre els nacionalistes xipriotes grecs que el domini britànic seria un trampolí per a la unió amb Grècia. La seva relació va empitjorar el 1928, quan els xipriotes grecs es van negar a participar en la celebració del 15è aniversari de l'ocupació britànica de Xipre. Grècia va apel·lar a la calma, limitant la difusió d'articles anticolonials als diaris xipriotes grecs. L'educació es va convertir en un altre escenari de conflicte amb l'aprovació de la Llei d’educació, que pretenia reduir la influència grega en els plans d’estudis escolars xipriotes. Els partidaris de l'enosi xipriotes també van lamentar el suposat tracte preferencial cap a Malta i Egipte. Les relacions van empitjorar encara més quan les autoritats britàniques van aprovar unilateralment un nou codi penal que permetia, entre altres coses, l'ús de la tortura. El 1929, l'arquebisbe de Kition Nikodemos i Stavros Stavrinakis, membres del Consell Legislatiu, van arribar a Londres, presentant un memoràndum al secretari de colònies Lord Passfield que contenia demandes d'enosi. Igual que amb intents anteriors, la resposta va ser negativa.
El setembre de 1931, Storrs va bloquejar la decisió del Consell Legislatiu d’aturar les pujades d’impostos que havien de cobrir un dèficit pressupostari local. Els diputats xipriotes grecs van reaccionar renunciant als seus càrrecs. A més, el 18 d'octubre, l'arquebisbe de Kition Nikodemos va cridar els xipriotes grecs a participar en actes de desobediència civil fins que es complissin les seves demandes d'enosi. El 21 d'octubre de 1931, 5.000 xipriotes grecs, majoritàriament estudiants, sacerdots i algunes figures importants de la ciutat, es van concentrar als carrers de Nicòsia mentre cantaven consignes a favor de l'enosi en el que es va conèixer com els Fets d'octubre o la Revolta de Xipre de 1931. La multitud va envoltar l'edifici del govern i després de tres hores de llançament de pedres a l'edifici, la policia va dispersar els avalots. Al mateix temps, les banderes britàniques eren retirades dels edificis públics de tot el país, sovint substituïdes per les gregues. L’ordre es va restablir a principis de novembre. Un total de set manifestants van morir, trenta van resultar ferits, deu van ser exiliats de per vida, mentre que 2.606 van rebre diverses penes que van anar des de penes de presó fins a multes a causa d'activitats sedicioses.
La revolta va danyar tant la causa enòtica com les relacions entre Anglaterra i Grècia. Es van abolir el Consell Legislatiu i les eleccions municipals, el nomenament d’autoritats del poble i jutges de districte va quedar relegat al governador de l’illa. Es va prohibir la propagació d’idees enòtiques i l’ús de banderes estrangeres, així com la reunió de grups de més de 5 persones. Xipre va entrar així en un període de govern autocràtic conegut com a Palmerokratia (Παλμεροκρατία, "Palmerocràcia"), que porta el nom del governador Richmond Palmer, que va començar poc abans de la revolta i duraria fins al començament de la Segona Guerra Mundial.
A la dècada de 1950, es va crear EOKA amb l'objectiu específic de muntar una campanya militar per acabar amb l'estatus de Xipre com a colònia de la corona britànica i aconseguir la unificació de l'illa amb Grècia. La direcció d'AKEL en aquell moment, el partit comunista de l'illa, es va oposar a l'acció militar d'EOKA, defensant un "enfocament gandhià" de desobediència civil, com ara vagues i manifestacions obreres.
Inicialment, la lluita era política, en lloc de militar. EOKA, en paraules de Grivas, volia cridar l'atenció del món mitjançant operacions que cridessin l'atenció perquè arribessin als titulars.

## Formació

### Lideratge
EOKA estava encapçalat per Geórgios Grivas un oficial de l'exèrcit grec, veterà de la Primera i la Segona Guerra Mundial. Durant l'ocupació de Grècia per part de les potències de l'Eix a la Segona Guerra Mundial, va dirigir un petit grup de resistència anticomunista, anomenat Organització X. Després de la retirada de l'Eix el desembre de 1944, durant la lluita contra les faccions comunistes a Atenes, va ser salvat a causa de la intervenció britànica. Grivas va rebre el pseudònim Digenis en referència directa al llegendari Digenis Akritas que va repel·lir els invasors de l'Imperi Romà d'Orient. El segon al comandament d'EOKA era Grigoris Afxentiou, també exoficial de l'exèrcit grec. Afxentiou s'havia graduat a l'Acadèmia d'oficials de reserves el 1950 sense experiència prèvia al camp de batalla.

### Objectius
L’objectiu principal d’EOKA era l'enosi: la unió de Xipre amb Grècia. L'organització va adoptar les idees del nacionalisme grec i va mostrar idees religioses, conservadores i anticomunistes. Això estava d'acord amb les idees imperants de la societat xipriota de l'època. Hi havia una creença generalitzada que les esquerres s'oposaven als objectius nacionals i proporcionaven un cert suport al règim colonial contrari a altres insurreccions anticolonials contemporànies a l'Àfrica o Àsia,dirigides per marxistes.
Grivas i l'arquebisbe de Xipre, Makarios III, no estaven d'acord sobre la manera d'alliberar l'illa del domini britànic. Grivas va rebutjar l'intent de Makarios de limitar la campanya a actes de sabotatge, de manera que s'evitessin la pèrdua de vides. Tanmateix, compartia l'opinió de Makarios que la victòria es guanyaria per mitjans diplomàtics. L'objectiu de Grivas era sotmetre els britànics a un assetjament continuat i incessant, deixant-los clar que l'ocupació comportava un preu, mantenint l'enosi a l'agenda diplomàtica internacional. La resposta britànica a la campanya EOKA va ser crucial en aquest sentit: la repressió, d'una banda, allunyaria la població grega xipriota del domini britànic i, d'altra banda, proporcionaria a Makarios i al govern grec una arma per vèncer els britànics davant les Nacions Unides. EOKA s'asseguraria que hi hagués un problema a Xipre i demostraria al món que els britànics no el podien resoldre.

### Preparatius
Grivas va realitzar un primer reconeixement de la situació a Xipre ja el juliol de 1951. Makarios n'era escèptic i va dir a Grivas en una ocasió que no trobaria partidaris d'una lluita armada. Els britànics compartien la mateixa opinió. Grivas finalment va arribar a l'illa a principis de novembre de 1954 i va començar a establir la seva xarxa subterrània. Va reclutar a la Unió de Pagesos de Xipre (PEK) als pobles i als dos principals moviments juvenils, el Moviment Juvenil Cristià controlat per l’Església (OHEN) i el Moviment Nacionalista de Joventut Paniprienca (PEON) a les ciutats. Grivas tenia la intenció de convertir la joventut de Xipre "en la llavor d'EOKA". L'eix vertebrador d’EOKA eren els grups muntanyencs, una guerrilla convencional que vivia en camps amagats als boscos, i els grups de la ciutat, que sovint continuaven la seva feina civil o escolarització. El Front Nacional de Xipre (EMAK), molt més ampli, donava suport a aquesta lluita armada, i dotà EOKA d'intel·ligència, subministraments, armes, medicaments, reclutes i cases segures. A més, es va enfrontar als britànics al carrer amb manifestacions i disturbis i va dur a terme l’ofensiva propagandística.

## Lluita armada

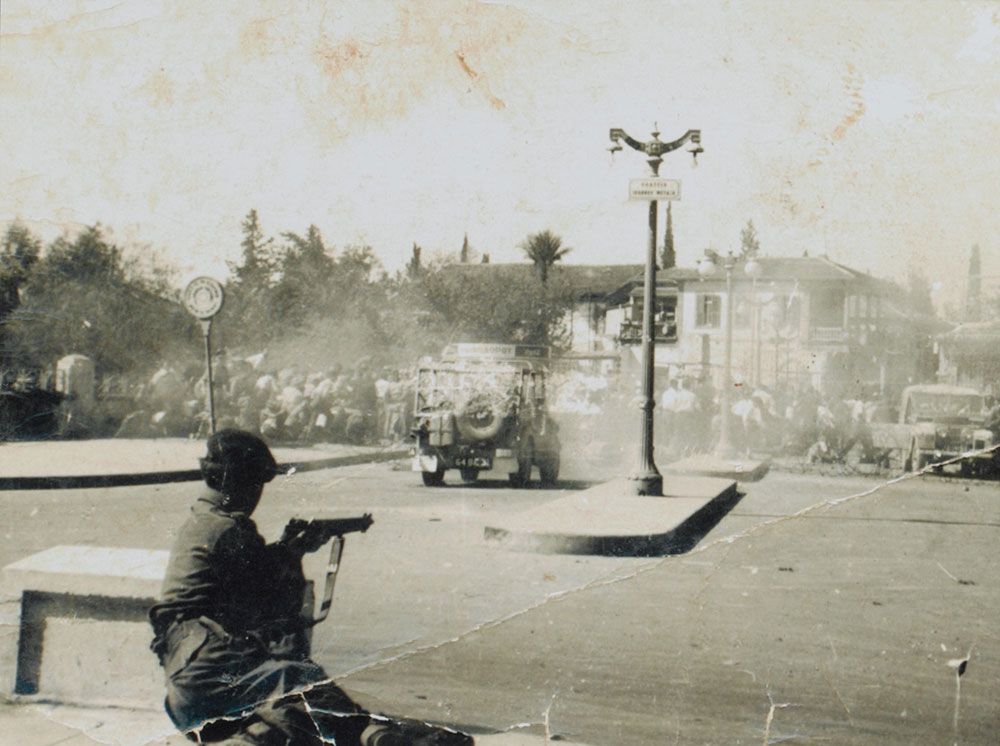
Disturbis al carrer a Nicòsia durant la batalla a l'hospital de Nicòsia el 1956

### Des de l'abril de 1955 fins a la destitució del governador Armitage (octubre)
La lluita armada va començar la nit del 29 de març de 1955 i durant l'abril del mateix any. Es van produir un total de 18 atacs amb bomba en diversos llocs de l'illa. Els incidents més destacats van ser els de Nicòsia per part del grup de Markos Drakos, així com la demolició del transmissor de la Xipre Broadcasting Station. Els atacs van anar acompanyats d'una proclamació revolucionària signada per "El líder, Digenes". Grivas va decidir mantenir la seva implicació en secret en aquest moment i va utilitzar el nom d’un general romà d'Orient que havia defensat Xipre a l'edat medieval. Grivas també va prohibir els atacs contra els xipriotes turcs en aquell moment, ja que només volia que fossin objectius els soldats britànics i els col·laboradors grecs. Els britànics, que no esperaven aquest canvi d'esdeveniments, van transferir tropes d'Egipte per reforçar les seves bases militars locals (Dhekelia i Akrotiri).
A finals d'abril, els atacs d'EOKA es van aturar temporalment i van donar temps a Grivas per organitzar el jovent. El 19 de juny es va llançar una segona ofensiva amb atacs coordinats de bombes i granades contra estacions de policia, instal·lacions militars i les cases d'oficials de l'exèrcit i alts càrrecs. Un d'aquests bombardeigs va enderrocar l'edifici de la seu de la policia de Famagusta. Aquests atacs solien ser seguits per incidents esporàdics: tiroteigs, bombardejos i augment del desordre públic. Aquesta segona onada d'atacs d'EOKA va durar fins a finals de juny, amb un total de 204 atacs des del començament de la resistència armada.
A l'agost, dos membres de la Divisió Especial (divisió de la policia dedicada a antiterrorisme i contraespionatge) van ser assassinats en incidents separats. L'aixecament de la bandera grega durant les manifestacions va provocar enfrontaments amb les autoritats colonials, que les van retirar per la força si calia. Un altre èxit important d'EOKA va ser la fugida de la presó del castell de Kyrenia de 16 membres d'EOKA, incloent-hi diverses figures clau, com Markos Drakos i Grigoris Afxentiou.

#### Reaccions britàniques
La situació semblava fora de control i les autoritats britàniques van intentar mantenir la seva posició a Xipre mitjançant maniobres diplomàtiques i una ofensiva de contrainsurgència. La primera consistia a enfrontar els governs grec i turc entre ells. Eden va veure Turquia com "la clau que protegeix els interessos britànics" a Xipre. A finals de setembre, a mesura que la crisi augmentava, el govern britànic va decidir substituir el governador Armitage. Aleshores, la policia britànica també va notar un gran augment del reclutament de xipriotes turcs. A principis de 1956, havien arribat a dominar la força policial de 4.000 persones en comparació amb menys de 1.000 xipriotes grecs. Els xipriotes turcs estaven a primera línia contra EOKA. Inevitablement, l’ús de policies xipriotes turcs contra la comunitat xipriota grega va agreujar les relacions entre les dues comunitats.

#### Reaccions turques
L'agost de 1955, Adnan Menderes, el president turc de l'època, va anunciar que Turquia no acceptaria cap canvi en l'statu quo de Xipre que no respectés els interessos turcs. A Turquia, l'opinió pública no es va relaxar. Els mitjans de comunicació turcs s'estenien rumors que probablement es produiria una matança de la comunitat xipriota turca. Tot i que eren infundats, van provocar reaccions nacionalistes al país i el pogrom antigrec d'Istanbul, patrocinat pel govern, el setembre de 1955. Al mateix temps, durant la Conferència Trilateral de Londres entre Gran Bretanya, Turquia i Grècia, l'acord no es materialitzen a causa de la intransigència turca. Durant una reunió entre finals d'agost i el 7 de setembre de 1955, Turquia també va argumentar que si no es respectava l'statu quo de Xipre sota una administració britànica, tot el tractat de Lausana seria qüestionable.

### D'octubre de 1955 a març de 1956 (Operació "Cap a la victòria", fase I)
El nou governador britànic John Harding va arribar el 3 d'octubre. Harding va intentar reunir-se amb l'arquebisbe Makarios, i tots dos van acordar iniciar el que es va conèixer com a les negociacions de Harding-Makarios. Les prioritats de Harding eren augmentar la seguretat i la força militar. El 26 de novembre, Harding va declarar l'estat d'emergència, això significava, entre altres coses, l'aplicació de la pena de mort per delictes sense mort. La legislació repressiva i els reforços de les tropes no van tenir èxit. La població xipriota grega era hostil i la Divisió Especial va ser neutralitzada.
La resposta britànica va consistir en operacions d'acordonament i de recerca a gran escala que poques vegades van acabar en detencions o en el descobriment d'amagatalls d'armes, però que sens dubte van desestabilitzar a aquells a qui van escorcollar les cases i que van ser malmeses durant el procés. Els càstigs col·lectius, lluny de minvar el suport a EOKA, només van aconseguir que els xipriotes grecs fossin més hostils al domini britànic. A més, Harding considerava Xipre com un peó en la situació mundial de la Guerra Freda: el 13 de desembre es va prohibir AKEL i es va detenir 128 dels seus principals membres, de manera que es bloquejava efectivament l'únic partit polític de Xipre que s'oposava a EOKA.
El resultat inevitable d'això va ser l'augment de la simpatia per EOKA i va ser un ajut per al reclutament. El problema era que la comunitat xipriota grega estava a favor de l'enosi i no hi havia un sector moderat mobilitzat amb qui Gran Bretanya pogués fer un acord. Va ser aquest suport popular –que va permetre a Grivas i el seu petit grup de guerrillers enfrontar-se al creixent aparell de seguretat que Harding estava organitzant en contra d'ell– el que va sostenir la lluita armada. Va quedar clar que EOKA tenia un aparell d'intel·ligència eficaç i que els guerrillers sovint s'assabentaven de les intencions dels cossos de seguretat.
L'operació "Cap a la victòria" es va iniciar el 18 de novembre i va anar acompanyada de diversos atacs amb bomba. A les zones urbanes, els estudiants van tenir un paper destacat en la lluita d'EOKA. La batalla de banderes, va augmentar durant la tardor de 1955 i va assolir el seu punt màxim al gener i febrer de 1956, cosa que va mantenir les forces britàniques ocupades i lluny de desarticular EOKA. Joves estudiants no només participaven en aldarulls i llançaments de pedres contra la policia, sinó que alguns també eren entrenats per llançar bombes i dur a terme assassinats. Es van llançar bombes per part dels joves i dels guerrillers a les cases de personal britànic, a les estacions de policia i als camps de l'exèrcit. En alguns casos, els membres d'EOKA van aconseguir robar algunes armes. Els britànics mai van tenir èxit eliminant completament els agents d'EOKA de la força policial.
La lluita va continuar a les muntanyes mentre els guerrillers van ampliar la seva xarxa al massís del Tróodos. No obstant això, a causa de les dures condicions hivernals, a més de certa pressió militar britànica, l'activitat d'EOKA es va relaxar temporalment. A finals de febrer de 1956, els britànics van sufocar una autèntica revolta dels estudiants que va acabar un noi mort a trets i el sistema escolar de l'illa gairebé tancat completament.

### Març de 1956 a març de 1957 (operació "Cap a la victòria", fase II)
Després del fracàs de les negociacions Makarios-Harding, el govern britànic va enviar Makarios a l'exili a les illes Seychelles el 9 de març de 1956. Això va desencadenar una vaga general d'una setmana seguida d'un augment espectacular de l'activitat d'EOKA: 246 atacs fins al 31 de març, incloent-hi un intent fallit d'assassinar Harding. L'ofensiva va continuar l'abril i el maig i les baixes britàniques van ser de dos morts de mitjana cada setmana. Mentre les forces de Harding començaven a guanyar terreny a les muntanyes, guerrillers i joves d'EOKA intentaven assassinar membres de les forces de seguretat al seu temps lliure o presumptes traïdors.
EOKA va centrar la seva activitat a les zones urbanes durant aquest període. Els atacs amb bombes casolanes i els aldarulls, principalment d’estudiants, van obligar l'exèrcit a mantenir les forces allunyades de les muntanyes on s'amagaven els principals combatents d’EOKA. A part de ciutadans o soldats en el seu temps lliure, es van atacar instal·lacions de l'exèrcit i de la policia en un total de 104 atacs amb bombes casolanes, 53 disturbis, 136 actes de sabotatge, 403 emboscades, 35 atacs a la policia, 38 atacs a soldats i 43 batudes a les comissaries. Però a mesura que augmentava la pressió de Harding, Grivas va començar a atacar els policies xipriotes turcs que van tenir com a resultat disturbis i conflictes entre les dues comunitats de l'illa i una sèrie de vagues.
Harding va intensificar la seva lluita contra EOKA amb l'organització d'una sèrie d'operacions entre l'abril i el juliol Harding també va millorar la seva xarxa d'intel·ligència, incloent-hi la creació del famós Escamot-X. El 10 de maig es van penjar els dos primers presoners d'EOKA i Grivas va respondre amb l'execució de dos soldats britànics. Els britànics estaven preocupats per contrarestar les unitats de muntanya d'EOKA. Es van iniciar operacions a gran escala, però Grivas va aconseguir-ne escapar. Va decidir traslladar-se a Limassol on va establir la seva nova seu. Tot i que Grivas va escapar, les operacions a Tróodos van tenir cert èxit per als britànics: es van capturar 20 guerrillers i 50 armes. Tot i això, van acabar amb un desastre: almenys 7 soldats britànics van morir i, a més, 21 van morir cremats per accident. Un incident que va eclipsar el primer èxit real contra les forces guerrilleres d'EOKA.
El 9 d'agost, les autoritats britàniques van penjar tres presoners més d'EOKA; no obstant això, Grivas no va prendre represàlies aquesta vegada. Es van fer vagues generalitzades de protesta. El novembre de 1956, a causa de la crisi de Suez, un gran nombre de tropes britàniques van ser traslladades fora de Xipre, cosa que va permetre a Grivas llançar una nova ofensiva. EOKA va llançar una onada d'atacs en el que seria el "novembre negre" pels britànics amb un total de 416 atacs, amb 39 morts, 21 dels quals eren britànics. Després de la derrota de Suez, la força militar britànica va augmentar fins a 20.000 i Harding va aconseguir començar una nova ofensiva.
Tot i que l'activitat d'EOKA va ser durament controlada a les muntanyes, la seva lluita armada va continuar a les zones urbanes, on les forces britàniques eren aparentment impotents. Grivas va declarar una treva el 14 de març de 1957 que va durar gairebé un any.

### Des de març de 1957 fins a novembre de 1957
Harding va continuar pressionant EOKA malgrat la treva unilateral que imposava mesures de seguretat als ciutadans. Això va ser contraproduent per les forces britàniques, ja que va servir com a propaganda per EOKA.
Mentrestant, PEKA continuava la lluita per l'enosi amb mitjans polítics, mentre EOKA intentava reclutar nous membres. Els sacerdots i els professors, secretament, introduïen al moviment els nois joves de 14 a 24 anys, amb gran èxit. Grivas va reorganitzar l'estructura d'EOKA. A la tardor, Grivas augmentava la seva autonomia de Grècia i Makarios, i planejava atacar l'esquerra i la comunitat xipriota turca. El govern grec i Makarios no van poder evitar aquestes iniciatives.

#### Camps de detenció i denúncies de tortura
La Llei de detenció de persones, aprovada el 15 de juny de 1955, va donar l'autoritat a les autoritats britàniques per incloure els sospitosos en un camp de detenció sense judici. PEKA i posteriorment Makarios i el govern grec van assenyalar les condicions inhumanes d'aquests camps. La situació dels reclusos va ser qüestió de disputa i el Comitè Internacional de la Creu Roja va visitar els camps dos cops i no va trobar problemes. Harding va rebutjar les denúncies de tortura, qualificant-les de propaganda per EOKA. Les denúncies de tortura van tenir un impacte en la política interna britànica. L'ús de mètodes de tortura continua sent una qüestió controvertida. Segons Heinz Richter, si bé la policia o l'exèrcit eren generalment legals, els britànics van com qui no veu els interrogadors, molts dels quals eren deliberadament xipriotes turcs que estaven en contra l'enosi. Un altre aspecte que destaca Richter és que es van fer moltes denúncies de tortura, ja que les presumptes víctimes tenien por per les seves vides, ja que era castigat amb la mort confessar als britànics. David French, d'altra banda, considera que la majoria, però no totes, de les reclamacions de tortura eren una eina de propaganda d'EOKA. En general, Harding no es va guanyar la població xipriota grega, especialment quan les seves forces de seguretat van recórrer a aquest tipus de mesures.

#### Campanya contra grups xipriotes grecs
Inicialment, EOKA intimidava la població perquè no cooperés amb les forces de seguretat, però la definició de traïdor es va anar ampliant a mesura que les forces de seguretat van tenir alguns èxits a finals de 1956. Alguns membres d'EOKA que havien parlat amb les forces de seguretat en interrogatori també es van considerar com a traïdors i Grivas va estar a favor de la pena de mort en aquest cas. Es van produir incidències on els guerrillers de l'EOKA van matar d'altres per iniciativa pròpia i no només sobre la base d'acusacions de traïció. Els assassinats van tenir lloc en públic. Aquesta activitat va culminar especialment durant l'estiu-tardor del 1956. L'esquerra xipriota grega i en particular el partit comunista (AKEL) també van ser objectius. L'últim tenia com a objectiu exercir un paper polític per la comunitat xipriota grega de manera que desafiava l'afirmació d'EOKA que Makarios era l'únic líder de la comunitat. A mesura que AKEL creixia en nombre, negava el paper de Makarios. Els britànics van alimentar delicadament aquesta hostilitat i l'agost de 1957 va esclatar una segona onada de violència entre diverses faccions de la comunitat grega. A causa dels mètodes d'intimidació i de tenir com a objectius a persones civils de la població local, diversos estudiosos van caracteritzar EOKA com una organització terrorista. Una altra onada de violència similar va esclatar l'abril-octubre de 1958, quan un acord de pau era imminent. AKEL va fer manifestacions massives i va buscar l'ajut de Makarios que hi va acceptar.

#### Fi de la treva
Durant aquest període, els britànics toleraven obertament les organitzacions paramilitars xipriotes turques. Els britànics s'havien decidit deliberadament a utilitzar la comunitat xipriota turca de l’illa i el govern turc com a mitjà per bloquejar la demanda d'enosi. Efectivament s'havien aliat amb la minoria turca i els van convertir en la majoria aclaparadora de la força policial. Això ja havia quedat fora de control pel que fa als britànics, però, tot i això, van aconseguir aprofitar la situació.
La treva amb les autoritats colonials va durar fins al 28 d'octubre de 1957 (Dia del No, festa nacional grega) quan Harold Macmillan, ministre britànic d'Afers Exteriors, va declinar una proposta de Makarios.

### Desembre 1957 – agost 1958 (govern de Foot i violència entre comunitats)
Sir Hugh Foot va arribar a Xipre el desembre de 1956, quan era obvi que la victòria militar dels britànics no era imminent. En aquell moment, Grivas planejava una escalada gradual dels atacs d'EOKA a les forces britàniques, però a mitjan desembre va demanar una treva per donar lloc a les negociacions. La treva es va trencar el 4 de març de 1958 quan es va desencadenar una nova onada d'atacs, però aquesta vegada, Grivas va ordenar als seus guerrillers que no ataquessin els xipriotes turcs per evitar la violència entre les dues comunitats de l'illa que pogués conduir a la partició.

#### EOKA i els xipriotes turcs
La comunitat xipriota turca es va oposar a l'enosi molt abans dels anys cinquanta per por que la unificació amb Grècia conduís a la seva persecució i expulsió, una por basada en el resultat de la unió de Creta amb Grècia pels cretencs turcs. De la mateixa manera, el nacionalisme entre els xipriotes turcs es va construir a partir de diversos esdeveniments que van conduir a la dissolució de l'Imperi Otomà. Diversos grups armats paramilitars, com Kıbrıs Türk Mukavemet Birliği ("Unitat de Resistència Xipriota Turca"), Kara Çete ("Colla Negra") i Volkan, van aparèixer ja el maig de 1955. Poc després van ser absorbits per TMT (Türk Mukavemet Teşkilatı / Organització de Resistència Turca) TMT va ser l'eina de Turquia per alimentar la violència entre comunitats per tal de demostrar que la partició era l'únic acord possible. Igual que EOKA, TMT va utilitzar la violència contra membres de la seva pròpia comunitat, sobretot contra els grups d'esquerres que no estaven disposats a mantenir-se en línia amb la seva causa.
EOKA va evitar en un primer moment el conflicte contra els xipriotes turcs, però això va canviar més tard a partir del gener de 1957. Segons French, Grivas va decidir atacar els xipriotes turcs per provocar tensions entre les comunitats de l'illa i disturbis a les ciutats de Xipre, de manera que obligués els britànics a retirar les seves tropes de les muntanyes, on hi havia membres d'EOKA, per restablir l’ordre a les zones urbanes. Des del 19 de gener de 1957 fins a finals de març, els guerrillers d'EOKA van atacar membres de la comunitat turca. Van començar per l'atac d'un oficial de policia xipriota turc que provocà disturbis durant 3 dies.
La violència entre les dues comunitats de l'illa (i també entre els membres de cada una de les comunitats) va augmentar l'estiu de 1958 amb nombroses víctimes mortals. French van comptabilitzar 55 assassinats de turcs contra grecs i 59 assassinats de grecs contra turcs entre el 7 de juny i el 7 d'agost. Un nombre considerable de xipriotes turcs van fugir de les parts del sud de Xipre i es van traslladar a la banda nord a causa de la violència. Per tal de fer front al xoc entre comunitats, Foot va organitzar les operacions "Capsa de llumins" i "Encenedor de taula". Es va convocar una treva a l'agost, amb el suport dels governs grec i turc.

### Des de l'agost de 1958 fins als acords de Zúric i Londres

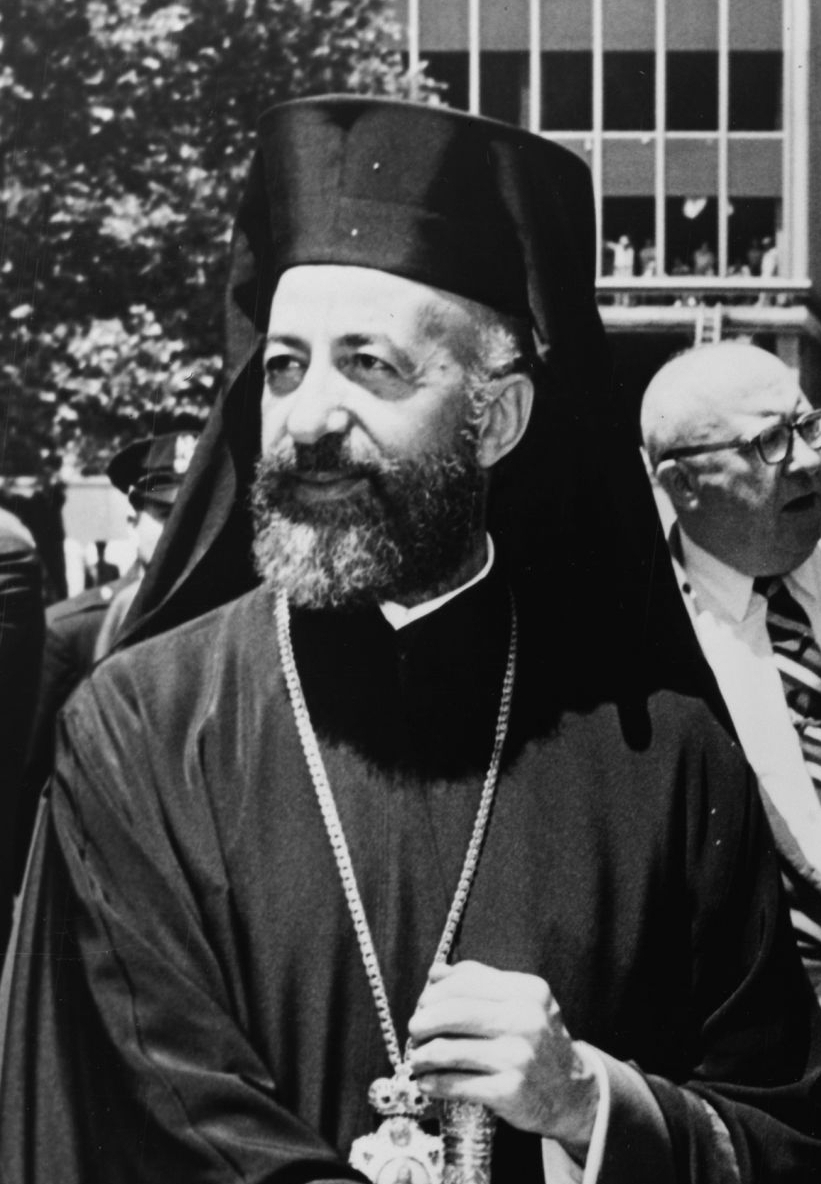
L’arquebisbe Makarios III (el 1962) era el líder polític d’EOKA.

Les autoritats britàniques no podien suprimir l'activitat d'EOKA, van intentar arribar a una solució que no deixés en ridícul la Gran Bretanya. El pla MacMillan va esforçar-se en aquesta direcció. Els grecs van rebutjar el pla, ja que ho veien com una porta oberta que conduïa a la partició de l'illa i Grivas va cancel·lar la treva el 7 de setembre. Això va fer que es posés en marxa una nova campanya armada, en aquest cas, però els objectius diferien significativament dels períodes anteriors. Grivas va ordenar als guerrillers "atacar indistintament a tots els anglesos allà on es trobin", un fet que provoca la mort de vuit ciutadans britànics en 104 atacs en els dos mesos següents. Però mentre la força militar d'EOKA creixia, els xipriotes grecs estaven frustrats per la violència entre comunitats i la lluita contra els britànics. Makarios va donar a entendre en una entrevista que estava disposat a canviar la seva postura i a acceptar un Xipre independent. Aquest desenvolupament va enfurismar Grivas, però va tenir el suport dels membres influents de la comunitat xipriota grega. EOKA perdia la seva àmplia base de suport.
Durant els darrers mesos de 1958, totes les parts van tenir motius per afavorir un compromís. El bàndol xipriota grec temia que la partició fos cada vegada més imminent. Grècia estava nerviosa per si la situació actual podia conduir a una guerra amb Turquia, i aquesta havia de gestionar les crisis en curs a les seves fronteres orientals. A més, els britànics no volien veure l'OTAN desestabilitzada a causa d'una guerra entre Grècia i Turquia. El 5 de desembre, els ministres d'Afers Exteriors de Grècia i Turquia van reconèixer la situació i van organitzar una sèrie de reunions que van donar lloc als Acords Londres-Zúric. Es tractava d’un compromís en què Xipre esdevindria un país independent i sobirà. Tant Makarios com Grivas van acceptar els acords a contracor, en canvi, la direcció xipriota turca es va mostrar entusiasta amb el compromís. El 9 de març de 1959, Grivas va emetre un fulletó on declarava que acceptava els acords de Londres.
Segons l'historiador Heinz Richter, qui cita la llista de David Carter, les activitats d'EOKA van tenir com a resultat la mort de 104 soldats britànics, 54 policies (entre ells 15 xipriotes grecs, 22 xipriotes turcs i 12 britànic) i 238 ciutadans (entre els quals 26 britànics, 203 xipriotes grecs i 7 xipriotes turcs).

## Seqüeles
Després de l'acord Zúric-Londres i l'establiment de la República de Xipre, Makarios, que es va convertir en el primer president, va dotar el govern i la funció pública de membres d'EOKA. Els extremistes de les dues comunitats es van mantenir armats i van continuar buscant els seus fins, l'enosi o la taqsim (la divisió de l'illa). Ministres i altres veterans de l'EOKA es van unir a l'organització secreta d'Akritas, amb Polycarpos Giorkatzis com a nou "Digenis". Com que cada comunitat s'esforçava per aconseguir fins oposats, l'estat acabat de formar es va esfondrar aviat, després que Makarios canviés la constitució unilateralment, obrint el camí a la violència intercomunal.
Grivas va tornar secretament a Xipre per continuar la lluita d'EOKA per l'enosi. Va crear EOKA B i després de la seva mort, amb l'ajut de la Junta militar d'Atenes, van atacar edificis governamentals, el mateix Makarios i l'AKEL. El 1974, EOKA B va unir forces amb les unitats militars gregues de l'illa i la Guàrdia Nacional de Xipre per al Cop d'Estat contra Makarios.

## Llegat
Les autoritats de la República de Xipre consideren la lluita EOKA com una lluita d’alliberament nacional i els seus membres com a lluitadors heroics per la llibertat. El dia de l'inici de la campanya EOKA, l'1 d'abril, es considera avui una diada nacional al país. Per contra, tal com es pot veure en un llibre de text turc xipriota, per la narrativa nacionalista turca, la lluita de les guerrilles d'EOKA és considerada bàrbara i il·legal amb la conclusió que "Xipre és i continuarà sent turca" (p. 61).

### Museus i monuments

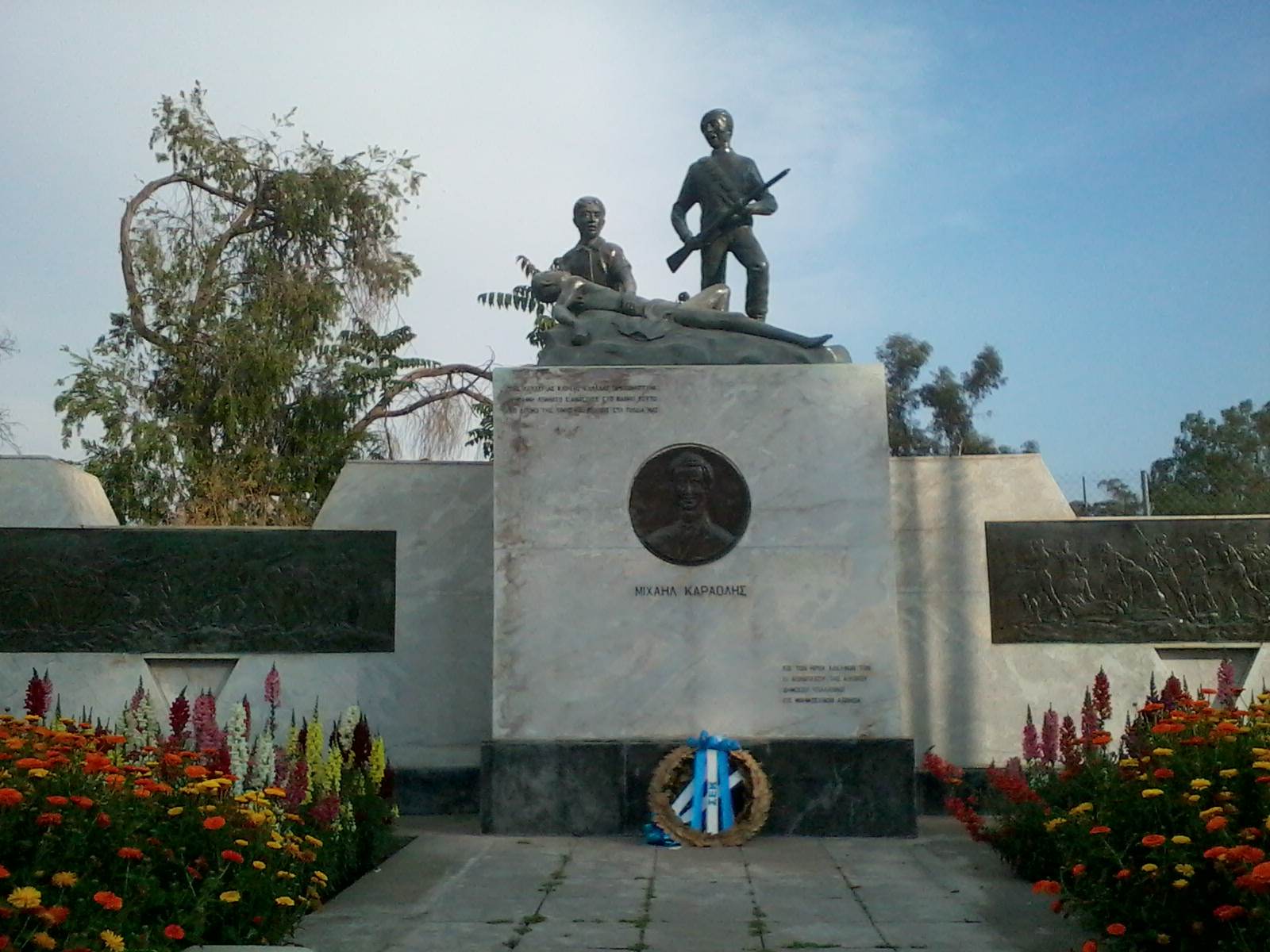
Monument a Michalis Karaolis, Nicòsia

El 1960 es va crear un museu commemoratiu dedicat a EOKA al centre de Nicòsia.
Hi ha diversos monuments dedicats als membres d'EOKA que van morir durant els anys del combat i que són considerats en gran part com a herois de la guerra pels xipriotes grecs. Part de la presó central de Nicòsia establerta pel governador britànic Harding funciona actualment, després de la independència xipriota, com a museu. Això inclou les cel·les, la forca i les tombes (dins del recinte penitenciari) dels tretze combatents d'EOKA que van ser executats o assassinats per les autoritats colonials.

## Documents desclassificats del Ministeri de Relacions Exteriors i les demandes d'EOKA contra el Govern Britànic
Les tàctiques de tortura emprades pels britànics a Xipre incloïen les pallisses, flagel·lacions públiques, l'obligació de quedar-se dempeus durant llargues estones, gel i drogues. Altres tortures van incloure la inserció anal i vaginal d'ous calents, una tàctica emprada també pels britànics a Kenya. Un interrogador de la branca especial britànica a Xipre va declarar que havia ideat la tècnica de "l'ou calent sota l'aixella". En alguns casos també es va aplicar electrotortura. Jack Taylor, un policia britànic que va ser enviat a Xipre el setembre de 1956, va revelar que es colpejaven els presoners, mentre que el brigadista britànic Harbottle va confirmar que la Divisió Especial britànica va utilitzar la tortura. Aquestes declaracions confirmen l'ús de la tortura a Xipre per part dels britànics, tot i que encara no n'és clara la difusió i la freqüència de l'ús. El 2012, el Ministeri de Relacions Exteriors va publicar documents classificats que descrivien les denúncies de tortura i abusos entre 1955-1959. En els informes es revela que oficials de l'administració colonial van admetre tortures i abusos. En els mateixos papers, hi ha denúncies contra soldats britànics i personal de seguretat sobre l'assassinat d'un home cec, l'obligació a un xipriota grec que cavés la seva pròpia tomba o el colpeig una dona embarassada que posteriorment va avortar. Altres denúncies inclouen la detenció massiva del 1958 i la pallissa de 300 civils per part de les forces colonials. En l'incident, s'al·legà que les forces britàniques van deixar alguns civils enrere, pensant que estaven morts. Una dona va proporcionar detalls de la seva violació en un bosc, a l'edat de 16 anys, per part de les Forces Especials britàniques, i el seu posterior "brutal interrogatori" sobre la seva connexió amb EOKA, que incloïa una falsa execució i l'obligació de portar la soga al coll. En un altre incident, un home va perdre el ronyó després d'un interrogatori al famós edifici de la "Casa Roja" a Limassol.
Després de la publicació dels documents, els veterans d'EOKA van anunciar que s'estaven planejant demandes contra les autoritats britàniques. L'associació de veterans va al·legar que almenys 14 xipriotes van morir i centenars més podrien haver estat "torturats durant els interrogatoris" pels britànics durant la campanya 1955-1959. Dos dels presumptes morts durant l’interrogatori tenien 17 anys. Les accions legals es deriven del descobriment de documents secrets publicats el 2011 que presenten pràctiques similars durant l'aixecament de Mau Mau a Kenya, durant el mateix període.
El 2018, els veterans xipriotes van guanyar el dret a reclamar danys i perjudicis per les demandes de tortura del Regne Unit al jutjat. El jutge que presidia el tribunal va desestimar els arguments del govern britànic segons els quals el cas s'hauria de jutjar segons la legislació xipriota, cosa que, si fos cert, hauria significat que els delictes ja haurien prescrit. El jutge va considerar que: "en aquest cas, […] on un estat ha de retre comptes per actes de violència contra els seus ciutadans, s'hauria de retre comptes als seus propis tribunals, segons la seva pròpia llei, i no hauria d’escapar de la responsabilitat per referència a una llei colonial que ha fet ell mateix".
El cas es va resoldre extrajudicialment amb la concessió del Regne Unit a xipriotes grecs d'un milió de lliures esterlines (per ser distribuïdes entre les presumptes víctimes). El govern del Regne Unit va rebutjar qualsevol responsabilitat.
Els arxius britànics desclassificats també han revelat que el Departament de Recerca d'Informació (IRD), una ala de propaganda secreta del Ministeri d'Afers Exteriors del Regne Unit que es va dedicar a la propaganda durant la Guerra Freda, va ser l'encarregat de difondre notícies falses afirmant que els rebels d'EOKA havien violat estudiants de tan sols 12 anys. Aquestes històries de propaganda negra es van difondre als periodistes nord-americans com a part de l'"Operació TEA-PARTY".